# اندی پارکینسون
اندی پارکینسون (انگلیسی: Andy Parkinson؛ زادهٔ ۲۷ مهٔ ۱۹۷۹) بازیکن فوتبال اهل بریتانیا است.
از باشگاه‌هایی که در آن بازی کرده‌است می‌توان به باشگاه فوتبال آکرینگتون استنلی، باشگاه فوتبال گیتزهد، باشگاه فوتبال نوتس کانتی، باشگاه فوتبال گریمزبی تاون، باشگاه فوتبال شفیلد یونایتد، باشگاه فوتبال کمبریج یونایتد، باشگاه فوتبال ترانمره راورز، باشگاه فوتبال لیورپول، و باشگاه فوتبال نوتس کانتی اشاره کرد.